# Ніч живих мерців (фільм, 2006)
«Ніч живих мерців» (англ. Night of the Living Dead 3D) — фільм, знятий в технології стерео-ефекту режисером Джеффом Бродстрітом за сценарієм Джорджа Ромеро, за участю майстра по спецефектах і гриму Тома Савіні. Є рімейком фільмів «Ніч живих мерців» (1968) та «Ніч живих мерців» (1990). Жанр — фільм жахів.

## Зміст
Барб і Джонні із запізненням приїжджають на похорони тітки. По дорозі Джонні лається, що мати ніколи не любила тітку, а саме зараз раптом їй знадобилося прикидатися. Він всіляко бурчить. Вони приїжджають на кладовище і нікого не знаходять. Однак труна стоїть і поруч знаходяться машини.
Джонні це не подобається. Запропонувавши Барб залишитися, він збирається їхати. Прямуючи до машини, він відбивається від нападників на нього якихось людей, схожих на бродяг. Не впоравшись з ними, кинувши Барб, Джонні сідає в машину і їде.
Барб тікає. По дорозі вона відбивається від різних мерців. Спочатку намагається сховатися в місцевому похоронному бюро. Але виявляється, що там повно ходячих. Там вона бачить трунаря, що б'є мерців лопатою. Однак деякі мерці не надто агресивно до нього налаштовані — з одним з них, утримуючи його лопатою, він танцює.
Втікши з похоронного бюро і зустрівшись по дорозі з «мамою», Барбара потрапляє в ліс. Темніє. Намагаючись додзвонитися до Джона, отримує від нього SMS — «Барб, йду за тобою». Але його вона так і не дочекалася — на неї нападає пара мерців, телефон розбивається і лише з'явився казна-звідки мотоцикліст раптом рятує її і відвозить на ферму неподалік до своїх друзів — Купер. Барбара намагається вблагати їх викликати поліцію. Але Купер відмовляються це зробити. Їй не вірять. Вони дивляться фільм «Ніч живих мерців» і ця ідея здається їм абсурдною. Також на фермі є плантація конопель.
У цей час маленьку дочку Куперів, підслуховуючу їх розмову через вікно, кусає подползшій мрець.
Зрештою, домовившись, що Генрі Купер відвезе Барб в місто на вантажівці, відкривши двері, вони натикаються на мерця. Він кусає робочого ферми Генрі Купера. Зомбі намагаються вбити ножем, але безрезультатно. Лише Барбера потрапивши в голову зомбі ножеточка вбиває його. Тепер Барбарі вірять і починають зміцнювати вхід у будинок. Закриваються всі двері і забивають вікна.
Однак подзвонити вони вже не можуть. Обірвана телефонна лінія. Також не працює телевізор. З'ясовується також, що в будинку у Куперів немає стільникових телефонів. Купер мотивує їх відсутність тим, що вони викликають рак, і що через них на людей наводяться ракети. А також уряд намагається через них вистежити Осаму Бен Ладена.
Генрі дістає з сейфа два кольта. Бен нарікає на те, що це не автомати або дробовики. План — прорватися до машини. Однак він відпадає, коли в машині намагається врятуватися парочка, що займалася любов'ю в сараї — Том і Джуді. Джуді біжить від сараю і застрибує в машину. Том намагається допомогти їй вибратися з неї, але їх оточує натовп зомбі. Зомбі кусають Тома, розбивають скло машини, вбивають Джуді.
Генрі відправляється рятувати свою дочку. Але Бен відбирає у нього револьвер і каже, що вона або сховалася, або мертва. Після недовгих суперечок вони бачать, як спускається сходами дочка Купера, що стала зомбі. Генрі проти, щоб її вбивали, але вона накидається на нього, і Бен стріляє їй в голову. Генрі укушений в шию, і йому роблять перев'язку.
У цей час трунар з лопатою підбігає до будинку. Він просить впустити його. У будинку просить води, але ніхто не дає її. Після розповіді Барбари йому ніхто не довіряє. Трунар починає пояснювати ситуацію.
Йому дістався крематорій у спадок від батька, але сам він боїться вогню. Тому небіжчиків не спалює, віддаючи родичам лише порожні урни. Його ліцензія прострочена, і дізнавшись про це, хтось його шантажує, пропонуючи в обмін на мовчання спалювати фармацевтичні відходи. Але і їх він вирішує зберегти від вогню.
Одного разу ці препарати випадково потрапляють на інструменти. Небіжчики раптом починають оживати, але так як цей процес йде повільно, він контролює ожилих мерців, піклується про них. Але одного разу мерців стало занадто багато.
У розмові з'ясовується, що вкушений ними сам перетворюється на подібну істоту. Але тільки цього разу процес молниносен. Тут прокидається працівник. Він каже Бену, що занадто голодний. Бен помічає, який він холодний.
Трунар пояснює, що він мертвий, а його мова — остання боротьба за життя слабеющего мозку. Озброївшись лопатою, він збирається вбити працівника. Бен до останнього не вірить в це, і лише коли працівник накидається на нього, дозволяє трунаря розкроїти йому навпіл голову.
Потім трунар пропонує відправитися до нього додому, щоб викликати поліцію. Коли його запитали, звідки він знає про обрив зв'язку, розповів, як машина врізалася в стовп. У ній був загиблий Джоні.
Всі поділяються на дві групи. Купер замикаються в кімнаті дочки і чекають підмоги а трунар Джуніор веде до свого будинку Бена і Барб.
Хеллі і Генрі через незвестний проміжок часу прийняли рішення покінчити з життям.
По дорозі вони знаходять машину. Можливо, вийде її завести. Барб зауважує, що уповільнює крок. Але Бен впевнено говорить, як скоро вони будуть в поліцейській ділянці. Несподівано трунар оглушає його по голові лопатою і замикає в багажнику.
Барбара кидається бігти і потрапляє в темний будинок. Щось липке на підлозі. Раптом з'являється трунар і включає світло. І велить їй бути обережною. Барбара бачить батька Джуніора. Він зомбі, але беззубий. Джуніор дає йому злизати з своїх рук свіжу кров Бена.
Піклуватися про живих мерців — це призначення трунаря. Барбара ж його обзиває божевільним і, граючи на синових почуттях, підносить виявившу під рукою запальничку до руки батька і підпалює. У метушні Барб намагається викрасти машину, але удар наздоганяє і її, вона втрачає свідомість. Прокинувшись в морзі зі зв'язаними руками, вона розуміє, що трунар збирається її вбити, а потім «оживити».
Коли він затаскує її в лабораторію, Барб штовхає трунаря в натовп ходячих мерців. Поки вони намагаються вкусити його, Барбара спускається до машини. Зі зв'язаними руками вона заводить її і, врізавшись заднім ходом в стінку, розкриває багажник. Тим часом спустився трунар кидає гострий інструмент, розбивши при цьому скло. Розрізавши осколками скла пута з липкої стрічки, Барб і Бен намагаються втекти. Вони знаходять надісланий пістолет, і лише закривши гараж, бачать, що у Бена з грудей стирчить монтировка, що пробила його наскрізь. Значить, він уже помер.
Барб використовує для нього останню кулю.
Фільм закінчується на сцені відкриття гаража і виходу з нього мерців назустріч Барбарі. Картинка перетворюється на комікс і відходить на задній план, поступаючись місцем чорно-білим титрам.

## У ролях
| Актор           | Роль                |
| --------------- | ------------------- |
| Брайана Браун   | Барбара             |
| Джошуа ДесРокес | Бен                 |
| Сід Хейг        | Джеральд Тауер-мол. |
| Грег Тревіс     | Генрі Купер         |
| Джоанна Блек    | Геллі Купер         |
| Адам Чемберс    | Оуен                |
| Кен Уорд        | Джонні              |
| Алінія Филліпс  | Карен Купер         |
| Ендрю Йост      | Том                 |
| Крістіан Майкл  | Джуді               |

## Художні особливості
У фільмі показані класичні монстри Джорджа Ромеро і Руссо за додаванням деяких особливостей. Якщо зомбі вірус потрапляє на давно померлий труп, то той оживає повільно, якщо ж людина укушений він після смерті оживає майже відразу. При цьому він може яке той час говорити осмислено. Також у фільмі є особливість, яка вказувалася в книзі Руссо — зомбі горять.

## Касові збори
Під час показу в Україні, що розпочався 9 серпня 2007 року, протягом перших вихідних фільм демонстрували на 17 екранах, що дозволило йому зібрати $33,382 і посісти 5 місце в кінопрокаті того тижня. Фільм опустився на восьму сходинку українського кінопрокату наступного тижня, хоч досі демонструвався на 17 екранах і зібрав за ті вихідні ще $14,928. Загалом фільм в кінопрокаті України пробув 4 тижні і зібрав $165,622, посівши 78 місце серед найбільш касових фільмів 2007 року.